# Unsere Jagd
Unsere Jagd – ist eine deutschsprachige, monatlich erscheinende Zeitschrift für Jagd und Naturschutz.

## Geschichte
Die Zeitschrift erschien erstmals im April 1954 in der DDR und wurde nach der Wiedervereinigung fortgeführt. Die Zeitschrift ist seit 1991 das offizielle Mitteilungsblatt der Landesjagdverbände von Brandenburg und Sachsen-Anhalt.

## Profil
Das Magazin richtet sich an Männer und Frauen, die sich für die Jagd in Ostdeutschland interessieren oder dort zur Jagd gehen. Neben jagdlichen Themen finden sich im Heft in der Rubrik „Abenteuer Natur“ immer wieder Naturschutzthemen. „Unsere Jagd“ befasst sich vor allem mit Jagdpraxis, Hundeausbildung, Wildbiologie, Wildbretverwertung und Kochen, Ausrüstung, Jagdkultur und Politik.
Zu den Illustratoren der Zeitschrift gehörte u. a. Erik Mailick.